# Airbus A318

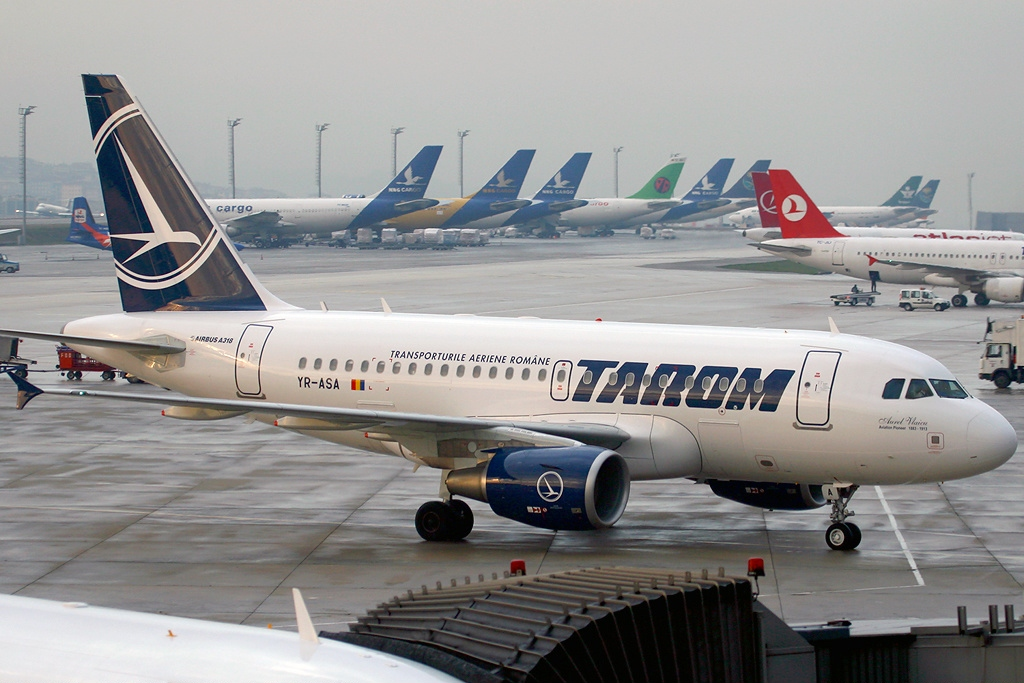
O aeronavă Airbus A318 a companiei TAROM

Airbus A318 este cea mai mică și cea mai puțin fabricată aeronavă a companiei Airbus care face parte din Familia de avioane A320 (A318, A319, A320, A321). Aceasta are o capacitate de la 107 la 132 de pasageri și poate parcurge până la 5,750 de kilometri (3,100 de mile marine, 3,570 de mile). Ultimul stagiu al procesului de manufactură a avut loc în Hamburg, Germania. Este folosită pentru zboruri scurte.
Aeronava împarte o calificare de tip comună cu celelalte aeronave din Familia de avioane A320, ceea ce oferă posibilitatea piloților de a pilota aceste aeronave fără antrenamente suplimentare. Este cea mai mare aeronavă cu autorizație de la European Aviation Safety Agency⁠(d) pentru apropieri abrupte, făcând zboruri la aeroporturi precum London City (ICAO: EGLC) posibile.
A318 a intrat în serviciu în iulie 2003 cu Frontier Airlines⁠(d). În comparație cu alte variante din Familia Airbus A320, s-au vândut doar un număr mic de aeronave, cu un total de 80 de comenzi plasate, iar acest model nu mai este disponibil la vânzare. Air France a fost cel mai mare operator al avionului Airbus A318. Acest tip de aeronavă nu a avut niciun accident.

## Dezvoltare
Context
Primul membru al familiei de aeronave Airbus A320 a fost, evident, A320, care a efectuat primul zbor la 22 februarie 1987, după ce programul a fost lansat în martie 1984. Familia a fost extinsă rapid pentru a include variantele A321 cu fuselaj extins (prima livrare în 1994), A319 cu fuselaj scurtat (prima livrare în 1996) și A318 cu fuselaj scurtat și mai mult (prima livrare în 2003). Familia A320 a fost pionieră în utilizarea în aeronavele comerciale a sistemelor digitale de control al zborului fly-by-wire, precum și a sistemului de control cu joystick lateral.
Proiectul Airbus A318 și-a avut originea în colaborarea dintre producătorii chinezi, singapurezi și europeni. În mai 1997, în timpul vizitei președintelui francez Jacques Chirac în China, Aviation Industries of China (AVIC), Singapore Technologies Aerospace (STAe), Airbus și Alenia au semnat un acord-cadru care prevedea dezvoltarea aeronavelor în clasa de capacitate de aproximativ 100 de locuri. Proiectul AE31X, cum a fost denumit provizoriu, în afară de a fi un program industrial global, ar fi consolidat semnificativ legăturile comerciale sino-europene. Cu costurile de dezvoltare estimate la peste 2 miliarde de dolari, AVIC ar fi deținut 46% din proiect, STAe 15%, iar Airbus Industrie Asia 39%, acesta din urmă cuprinzând Airbus și Alenia. Asamblarea finală ar fi avut loc în China.
Proiectul nu a depășit faza exploratorie și includea două designuri noi - AE316 și AE317. AE316 ar fi avut o lungime de 31,3 metri, iar AE317 34,5 metri. Variantele standard ale ambelor modele ar fi avut o greutate maximă la decolare de 49,9 tone pentru varianta mai mică și 54,2 tone pentru AE317 și ar fi fost propulsate de motoare turbofan BMW Rolls-Royce, CFM International sau Pratt & Whitney. Raza de acțiune pentru ambele variante standard a fost stabilită la 3.700 de kilometri. AE316 și AE317 ar fi avut o capacitate de maxim 105 și, respectiv, 125 de pasageri, cu configurație de cinci locuri pe rând. Ambele modele ar fi împărțit o cabină de pilotaj și un sistem de control al zborului fly-by-wire similar cu cel din familia A320.

Faza de desing

Designația internă corporativă, A319M5, a fost utilizată încă din martie 1998 pentru o derivată A319 cu scurtarea fuselajului cu 0,79 metri în fața aripii și 1,6 metri în spate. Propunerea finală era pentru un avion cu o capacitate de 107 pasageri într-o configurație cu două clase și o rază de acțiune de 3.350 kilometri. Producția avionului a beneficiat de sudura cu laser, eliminând necesitatea de nituri și șuruburi grele.
În timpul procesului de proiectare, A318 a întâmpinat mai multe probleme. Una dintre ele a fost scăderea cererii pentru aeronave noi după atacurile din 11 septembrie. O altă problemă a fost noile motoare turbofan Pratt & Whitney, care consumau mai mult combustibil decât era prevăzut. Până când CFM International (CFM) a dezvoltat un motor mai eficient pentru piață, mulți clienți pentru A318 se retrăseseră deja, inclusiv Air China și British Airways. America West Airlines, care alegease motoarele Pratt & Whitney, și-a modificat comenzile de A318, optând în schimb pentru aeronave A319 sau A320. Trans World Airlines a anulat o comandă importantă de cincizeci de A318 după ce a fost achiziționată de American Airlines, care nu avea nicio aeronavă din familia A320 la acea vreme (deși nici TWA nu avea atunci când a fost plasată comanda inițială). În timp ce Airbus spera să promoveze A318 ca o alternativă pentru avioanele regionale, legile din SUA și Europa au menținut acest model în aceeași categorie cu aeronavele mai mari pentru calcularea taxelor precum taxele de aterizare, limitând astfel potențialul său pe piață.
Aeronava este propulsată de două motoare CFM56-5 sau Pratt & Whitney PW6000 cu o putere maximă între 96 și 106 kilonewtoni. Primii clienți care au primit livrări ale A318 au fost Frontier Airlines și Air France, în 2003, cu Frontier primind aeronavele în iulie a acelui an. Prețul de listă al unui A318 variază între 56 și 62 de milioane de dolari, iar costurile de operare sunt cuprinse între 2.500 și 3.000 de dolari pentru fiecare oră de zbor.
Comenzile pentru A318 au fost relativ lente, dar puțin mai bune decât pentru concurentul său direct, Boeing 737-600. Până la 30 septembrie 2017, Airbus primise 80 de comenzi pentru acest model, în comparație cu 69 pentru 737-600. Ritmul vânzărilor a fost influențat de succesul vânzărilor pentru familia Bombardier CRJ900 și Embraer E-Jet. Clienții cei mai importanți pentru A318, la 30 septembrie 2017, erau guvernele, avioanele executive și private, Air France, Avianca Holdings, compania de închiriere GE Capital Aviation Services și Frontier Airlines.

Dezvoltări suplimentare

La 10 noiembrie 2005, Airbus a anunțat lansarea modelului A318 Elite. Airbus A318 Elite este conceput pentru piața de mediu, pentru zboruri de până la 4.000 de mile marine (7.400 km; 4.600 mi), cu o alegere de două configurații de cabină pentru până la 18 pasageri, și este propulsat de motoare CFM. Comlux Aviation a devenit clientul de lansare, comandând trei aeronave A318 Elite.
În septembrie 2010, Airbus a confirmat că, începând cu 2013, Airbus A318 va fi disponibil cu aripi Sharklets, dispozitive montate la extremitățile aripilor care reduc rezistența indusă de portanță și îmbunătățesc eficiența prin reducerea consumului de combustibil. Aceste dispozitive opționale, care vor fi disponibile și pentru alte modele din familia Airbus A320 și sunt fabricate de divizia Korean Air Aerospace, vor crește autonomia aeronavei la 5.930 de kilometri (3.200 nmi; 3.680 mi) - o creștere de 185 km (100 nmi; 115 mi) față de un A318 standard cu 107 locuri în configurație cu două clase.
Când Airbus a anunțat familia sa re-echipată A320neo, A318 a fost singura variantă care nu a avut o opțiune pentru un nou motor. Cu toate acestea, Airbus a declarat că un A318neo ar putea fi dezvoltat în viitor, în cazul în care apare o cerere.

## Design
Airbus A318 este o aeronavă comercială mică, cu un singur culoar (narrow-body), cu tren de aterizare retragibil de tip tricycle și este propulsată de două motoare turbofan montate pe piloanele aripilor. Două companii furnizează motoarele turbofan pentru A318: CFM International cu motorul CFM56-5B și Pratt & Whitney cu motorul PW6000. A318 este o aeronavă cu aripa joasă (low-wing cantilever monoplane) și are o unitate de coadă convențională cu un stabilizator vertical și un timon vertical.
În ansamblu, A318 este cu peste șase metri mai scurtă și cu aproximativ 3 tone (6.600 lb) mai ușoară decât A320. Pentru a compensa reducerea brațului momentului, A318 are un stabilizator vertical mai mare. În timp ce conceptele inițiale prezentau aeronava cu o extensie dorsală în stilul Boeing 737-300, designul final a incorporat o extensie a vârfului stabilizatorului, făcându-l cu 75 de centimetri (30 in) mai înalt decât celelalte variante A320. Piloții care sunt instruiți pe celelalte variante pot pilota A318 fără a mai avea nevoie de o certificare suplimentară, deoarece aceasta are un cockpit comun și aceeași categorie de tip ca aeronavele înrudite. A318 este de asemenea denumită A318-100.
A318 este disponibilă în diverse variante de greutate maximă la decolare (MTOW), variind de la un model de bază cu 59 de tone (130.000 lb) și o rază de acțiune de 2.750 de kilometri (1.480 nmi; 1.710 mi) până la o versiune cu MTOW de 68 tone (150.000 lb) și o rază de acțiune de 6.000 km (3.200 nmi; 3.700 mi). Echipată cu motoare CFM56-5B8/P, A318 poate avea MTOW de 56 sau 68 de tone (123.000 sau 150.000 lb). Echipată cu motoare CFM56-5B9/P, A318 poate avea MTOW de 59 sau 68 de tone (130.000 sau 150.000 lb). MTOW mai mică îi permite să opereze rute regionale cu economie, dar cu sacrificarea distanței, în timp ce MTOW mai mare îi permite să completeze celelalte membri ale familiei A320 pe rute marginale. Greutatea mai mică a A318 îi conferă o rază de acțiune de 10% mai mare decât A320, permițându-i să deservescă unele rute pe care A320 nu le-ar putea acoperi, cum ar fi Londra - New York, Perth - Auckland și Singapore - Tokyo, de exemplu. Cu toate acestea, principalul său utilizare pentru companiile aeriene este pe rute scurte, cu densitate redusă, între orașe de dimensiuni medii.
Capacitatea de apropiere abruptă

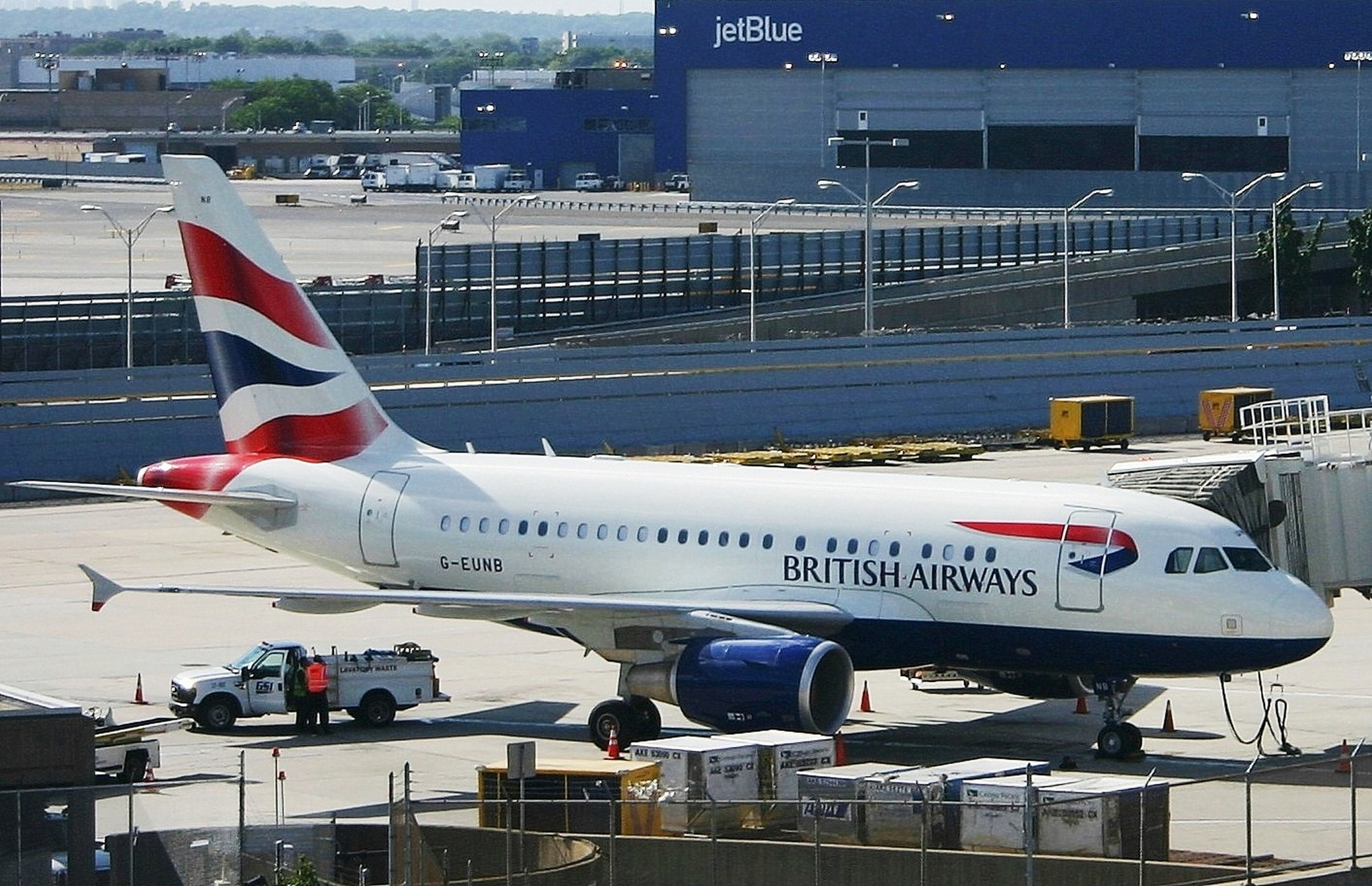
A aeronavă Airbus A318 a companiei British Airways pe Aeroportul J.F.K

În martie 2006, Agenția Europeană pentru Siguranța Aviației (EASA) a certificat o îmbunătățire a software-ului de control modificat pentru Airbus A318, concepută pentru a permite aeronavei să efectueze apropieri abrupte. Acesta este cea mai mare aeronavă comercială certificată de EASA pentru operațiuni de apropiere abruptă. Software-ul modifică legile de control ale aeronavei atunci când funcția de apropiere abruptă este selectată de echipaj, prin deschiderea automată a unor panouri de frânare (spoiler) pentru a furniza o rezistență suplimentară atunci când aeronava se află în configurația de aterizare. De asemenea, acesta oferă avertizări sonore alternative pentru echipaj și modifică automat deschiderea spoilerelor sub 37 de metri (120 ft) la aterizare. Procedura de apropiere abruptă a A318 permite aeronavei să efectueze apropieri la un unghi de înclinare de până la 5,5°, în comparație cu apropierea normală de 3°.

Un zbor de test a fost efectuat în mai 2006 pentru a demonstra abilitatea aeronavei de a efectua apropieri abrupte și performanțele sale pe piste scurte, aterizând la Aeroportul London City, unde sunt necesare apropieri abrupte de acest tip. Zborul de test a confirmat, de asemenea, compatibilitatea aeronavei cu spațiul limitat de manevră și parcare la acest aeroport. Ulterior, în august 2009, Airbus a livrat primul A318 cu capacitate de apropiere abruptă către British Airways, care a început să opereze ruta luna următoare sub numele de serviciu Club World London City, având în cele din urmă două astfel de aeronave capabile să efectueze zboruri între Aeroportul London City și Aeroportul Internațional John F. Kennedy din New York. Pe traseul spre vest din Londra, este necesară o escală pentru alimentare cu combustibil, care are loc la Aeroportul Shannon, Irlanda, deoarece restricțiile de greutate sunt necesare pentru a decola din lungimea existentă scurtă a pistei de la Aeroportul London City. Pe traseul spre est din New York, această limitare nu există, iar aeronava poate lua tot combustibilul necesar pentru ruta transatlantică către Londra. Până în noiembrie 2017, doar o aeronavă deservea ruta, operată în configurație cu 32 de locuri, toate în clasa business. A doua aeronavă a fost retrasă la 31 iulie 2020, în urma pandemiei COVID-19, care a făcut acest tip de serviciu ineficient din punct de vedere economic.

### Istorie operațională

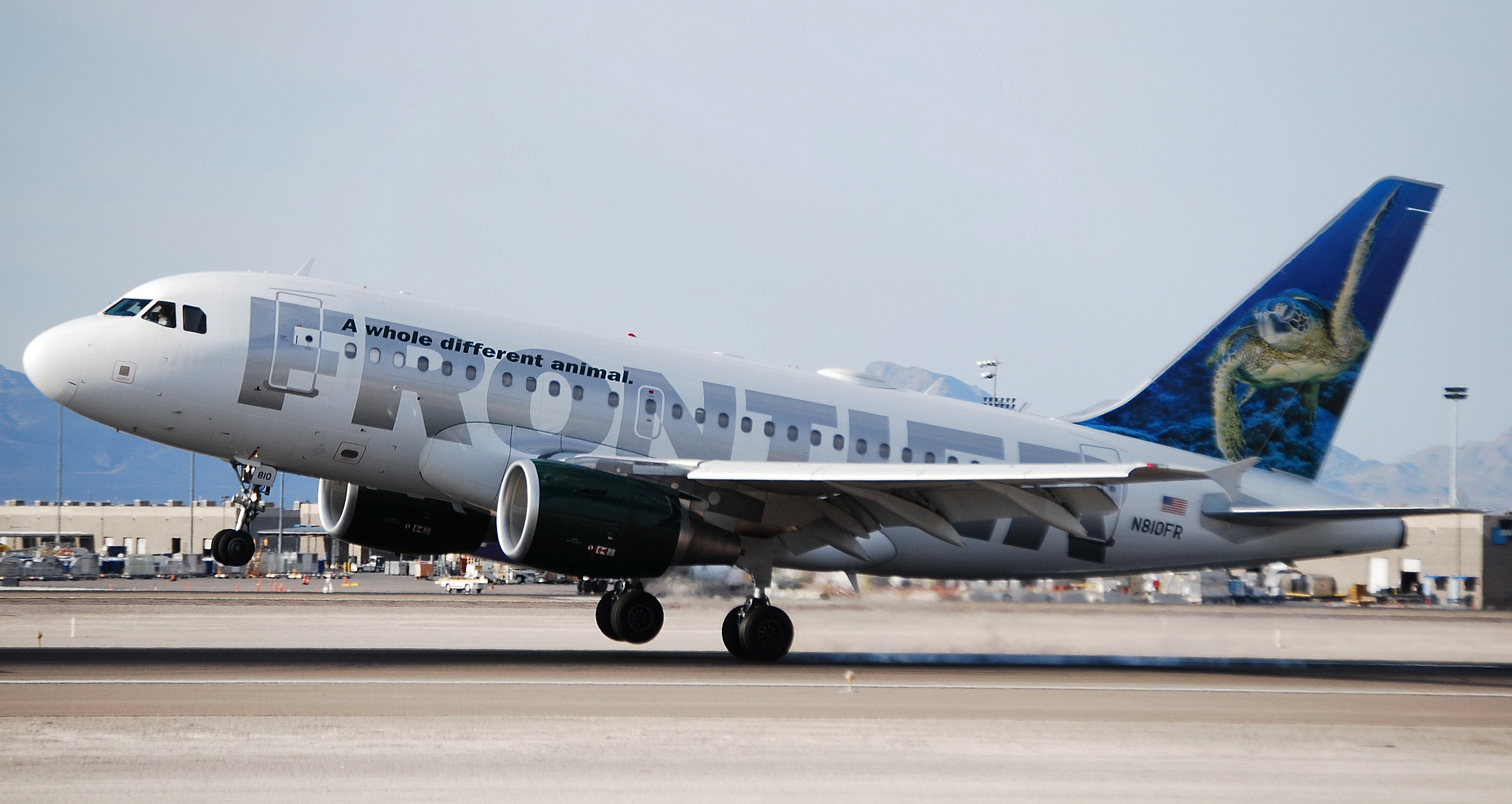
A318 al, primul operator al acestui tip

Deși asamblarea finală a aeronavelor din familia A320 are loc în Toulouse, Franța; Hamburg, Germania; Tianjin, China; și Mobile, Alabama, SUA, asamblarea finală a avionului Airbus A318 s-a realizat în Hamburg, Germania. Primul zbor al avionului Airbus A318 a avut loc de pe aerodromul Finkenwerder din Hamburg la 15 ianuarie 2002. Prima livrare către un client a avut loc la 22 iulie 2003, către Frontier Airlines. Până la 30 septembrie 2017, 67 de aeronave A318 erau în serviciu la cinci companii aeriene, precum și la guverne, avioane executive și private și operatori nedezvăluiți. Frontier Airlines, clientul de lansare care a achiziționat aeronave A318 între 2003 și 2007, a retras ultimul său A318 până în 2013.

Operatori
Operatorii principali ai A318 în octombrie 2024 sunt:
Air France (Franța) cu 8 aeronave de acest tip.
Tarom (România) cu 1 aeronavă de acest tip.
Diverși alți operatori cu 38 de aeronave de acest tip.
În total 50 de aeronave.